# Notophysis folchinii
Notophysis folchinii là một loài bọ cánh cứng trong họ Cerambycidae.